# Nulldurchgangsschalter
Ein Nulldurchgangsschalter
- schaltet ein, wenn die sinusförmige Wechselspannung ihren Nulldurchgang hat
- schaltet aus, wenn der sinusförmige Wechselstrom seinen Nulldurchgang hat.

Halbleiterrelais, welche mit Thyristoren oder Triacs ausgerüstet sind, schalten immer im Nulldurchgang des Stromes aus, weil erst dann der Thyristor sperrt. Das Einschalten jedoch kann, je nach der Funktion des Halbleiterrelais, zu unterschiedlichen Zeitpunkten stattfinden; wenn das Einschalten im Nulldurchgang der Spannung stattfindet, spricht man von nulldurchgangsschaltenden Halbleiterrelais oder auch Nullspannungsschaltern.
Im Aktorkreis des Nulldurchgangsschalters befinden sich meist zwei antiparallel geschaltete Thyristoren.
Ein Nulldurchgangsschalter eignet sich dafür, ohmsche Lasten zu schalten, ohne dass Netzstörungen, z. B. Knackstörungen, erzeugt werden.
Für das Schalten von Induktivitäten wie Spulen oder Transformatoren sind Nulldurchgangsschalter bzw. Nullspannungsschalter weniger geeignet, weil dabei ein hoher Einschaltstromstoß erzeugt wird. Hierfür sind besser geeignet:
- Scheitelschalter, wenn Transformatoren eingeschaltet werden, die einen Luftspalt im Kern haben
- Transformatorschaltrelais für alle anderen Transformatoren.

Es werden Halbleiterrelais mit scheitelschaltender oder momentanschaltender Einschalt-Charakteristik hergestellt.